# Krystal Rivers
Krystal Rivers (* 23. Mai 1994 in Birmingham, Alabama) ist eine US-amerikanische Volleyballspielerin. Die Diagonalangreiferin wurde französische Meisterin. Mit ihrem aktuellen Verein Allianz MTV Stuttgart wurde sie dreimal deutsche Meisterin, zweimal Pokalsiegerin, einmal VBL Supercup-Siegerin und erreichte das Finale im CEV Cup (Europapokal) sowie mehrfach das Viertelfinale der CEV Champions League.

## Karriere
Rivers betätigte sich zunächst sportlich, um ihre körperlichen Einschränkungen zu bekämpfen. Sie wurde mit dem Tethered-Spinal-Cord-Syndrom geboren und ihr mussten als Baby beide Hüftgelenke gebrochen werden. Im Alter von 15 Jahren hatte sie bereits rund zwanzig Operationen erlebt. Sie begann ihre Karriere an der Ramsay High School in ihrer Heimatstadt, wo sie zunächst parallel im Tennis aktiv war. Von 2012 bis 2016 studierte sie an der University of Alabama und spielte in der Universitätsmannschaft Rolltide. Im Januar 2014 wurde bei ihr das Hodgkin-Lymphom an Lymphknoten in Hals, Brust und Hüfte diagnostiziert. Nach einem halben Jahr überwand sie den Krebs und setzte ihre Karriere fort. In der Saison 2017/18 trat die Diagonalangreiferin in der französischen Liga für Béziers Volley an und gewann mit dem Team die nationale Meisterschaft.
Danach wechselte sie zum deutschen Bundesligisten Allianz MTV Stuttgart. Mit dem Verein kam sie im DVV-Pokal 2018/19 ins Endspiel, das gegen den SSC Palmberg Schwerin verloren ging. Im Playoff-Finale gegen denselben Gegner wurde sie deutsche Meisterin. Persönlich wurde die Diagonalangreiferin als MVP der Liga ausgezeichnet. Im DVV-Pokal 2019/20 erreichte sie erneut das Finale, das Stuttgart gegen den Dresdner SC verlor. Als die Bundesliga-Saison kurz vor den Playoffs abgebrochen wurde, stand die Mannschaft auf dem zweiten Tabellenplatz. Auch in der Saison 2020/21 spielte Rivers für Stuttgart. In der Saison 2021/22 holte sie mit ihrem Verein das Double: wurde Deutsche Meisterin und Deutsche Pokalsiegerin. In der Saison 2022/23 schlug Krystal Rivers ebenfalls für Allianz MTV Stuttgart auf. Am 22. Februar 2023 teilte ihr Verein mit, dass Rivers ihren Vertrag um ein weiteres Jahr für die Saison 2023/24 verlängerte. 2023 wurde sie erneut mit Allianz MTV Stuttgart Deutsche Meisterin. Alle drei Matchbälle zu den Meisterschaften 2019, 2022, 2023 schlug Rivers. Im Oktober 2023 wurde sie VBL-Supercupsiegerin, im März 2024 DVV-Pokalsiegerin. Beide Male war sie auch „Player of the match“. Mit 128 Punkten wurde sie zudem Top-Scorer der Saison 2023/24.
Am 7. März 2024 gab ihr Verein die Vertragsverlängerung für die Saison 2024/25 bekannt.
Komplett-Media veröffentlichte am 5. September 2024 die 208-seitige Autobiographie von Krystal Rivers unter dem Titel Die Ärzte sagten: Du wirst niemals laufen können. Also entschied ich mich zu springen, in der die bewegende Lebensgeschichte von schweren Geburtsfehlern und mehr als 20 Operationen nachgezeichnet wird (ISBN 978-3-8312-0631-5).

## Dokumentation
- Volleyballstar Krystal Rivers - Der Wille zu leben (Sportschau) auf YouTube, ca. 30 min., 14. April 2025[8]